# Antipodenalbatros
De antipodenalbatros (Diomedea antipodensis) is een vogel uit de familie van de albatrossen (Diomedeidae). De vogel werd tot in de jaren 1990 beschouwd als een ondersoort van de grote albatros. Het is een endemische zeevogelsoort uit Nieuw-Zeeland.

## Herkenning
De antipodenalbatros is groot met een lengte van 110 cm en een spanwijdte van meer dan 3 meter. De vogel is overwegend bruin en wit. Volwassen vrouwtjes zijn bruin van boven, met slierten wit in het verenkleed. De vogel is verder wit in het "gezicht", op de keel, borst en buik. De onderstaartdekveren zijn bruin. De vleugel is van onderen wit met een donkere punt. Volwassen mannetjes zijn witter gekleurd, maar niet zo wit als de grote albatros.

## Verspreiding en leefgebied
Het broedgebied bevindt zich op de Nieuw-Zeelandse sub-antarctische eilanden. Deze soort telt twee ondersoorten:
- D. a. antipodensis: Pitt Island, Antipodeneilanden en Campbelleiland.
- D. a. gibsoni: Aucklandeilanden.

Op de Antipodeneilanden broedden rond 2008 ongeveer 4600 paar, op de Aucklandeilanden 3300, op Campbelleiland ongeveer 10 en sinds 2004 1 paar op de Chathameilanden.

## Status
De grootte van de populatie is in 2017 geschat op 50 duizend volwassen vogels. Uit onderzoek gepubliceerd in 2016 bleek dat de achteruitgang van de broedpopulaties in hoger tempo plaatsvindt dan eerder verwacht. Broedende vogels hebben last van varkens en wilde katten die (nog) voorkomen op sommige eilanden waarop ze broeden. Eerder bleek uit onderzoek (tussen 1987 en 2003) dat deze soort albatros sterk vertegenwoordigd was onder de slachtoffers van de langelijnvisserij. Deze visserij vormt een ernstige bedreiging voor deze zeevogel. Om deze redenen staat de antipodenalbatros sinds 2017 als bedreigd op de Rode Lijst van de IUCN.